# Konoe
Imperador Konoe (近衛天皇, Konoe-tennō, 1139—1155) foi o 76º imperador do Japão, na lista tradicional de sucessão.

## Vida
Antes da sua ascensão ao Trono do Crisântemo seu nome era Toshihito. Ele também era conhecido como Narihito. Konoe foi o oitavo filho de Imperador Toba e sua mãe foi Fujiwara no Tokuko.
Konoe foi nomeado príncipe herdeiro logo após seu nascimento em 1139 e foi proclamado imperador com 2 anos de idade reinando de 1142 a 1155. Isso ocorreu porque o imperador aposentado Toba forçou o então Imperador Sutoku a abdicar em favor de seu irmão mais novo.
Naquela época, o Kanpaku Fujiwara no Tadamichi tornou-se Sesshō. Mas quem continuou a dirigir todos os assuntos do governo, foi Toba, enquanto Sutoku não tinha poderes. Este conflito resultou em muitas controvérsias durante o reinado de Konoe.
Outro conflito ocorreu entre  Fujiwara no Yorinaga e Tadamichi, pais adotivos da primeira e da segunda esposa de Konoe, estava em jogo aqui quem poderia gerar o novo Príncipe Imperial.
Em 1155 Konoe morre sem deixar herdeiros aos 16 anos de idade. Foi sucedido por seu irmão mais novo que se tornou o Imperador Go-Shirakawa.
O Imperador Konoe é tradicionalmente venerado em um memorial no santuário xintoísta em Quioto. A Agência da Casa Imperial designa este local como Mausoléu de Konoe. E é oficialmente chamado Anrakujuin no minami no Misasagi.

## Daijō-kan
- Sesshō, Fujiwara no Tadamichi,  mandato de 1150 a 1155.[3]
- Daijō Daijin, Sanjō Saneyuki, mandato de 1150 a 1155.[3]
- Sadaijin, Fujiwara no Yorinaga,  mandato de 1149 a 1155.[3]
- Sadaijin, Minamoto no Arihito, mandato de 1136 a 1147.[3]
- Udaijin,  Minamoto no Masasada, mandato de 1150 a 1154
- Udaijin,  Sanjō Saneyuki,  mandato de 1149 a 1150.[3]
- Udaijin, Minamoto no Arihito, mandato de 1131 a 1146.[3]